# 제앙 카를루스 클로트 곤사우베스
제앙 카를루스 클로트 곤사우베스(포르투갈어: Jean Carlos Cloth Gonçalves, 1993년 7월 2일 ~ )는 제앙 카를루스(포르투갈어: Jean Carlos)이라고도 불리는 브라질의 축구 선수이다. 포지션은 윙어이다.

## 클럽 경력
2018년 K리그1 대구 FC에서 활약한 바 있다. K리그 등록명은 지안이었다.